# Erich Koschik
Erich Koschik (n. 3 ianuarie 1913, Hamburg, Imperiul German – d. 21 iulie 1985, Hamburg, RFG) a fost un canoist ce a reprezentat Germania, medaliat olimpic. A participat la o ediție a Jocurilor Olimpice (1936) în care a câștigat o medalie de bronz.

## Participări
Lista de mai jos prezintă principalele competiții la care a participat Erich Koschik de-a lungul carierei.
- Olympische Sommerspiele 1936/Kanu – Einer-Canadier 1000 m (Männer)[*]